# Silnice II/294
Silnice II/294 je krkonošská silnice II. třídy spojující silnicí I/14 se silnicí II/286. Délka silnice je asi 15 kilometrů.
Silnice II/294 začíná na křižovatce se silnicí I/14 ve městě Rokytnice nad Jizerou u čerpací stanice EuroOil. Silnice I/14 pokračuje mírně doprava směrem na Vrchlabí, ale silnice II/294 zde odbočuje doleva směrem na Vítkovice v Krkonoších přes Rokytnici nad Jizerou. Za Rokytnicí nad Jizerou silnice III/0143 odbočuje do místní části Františkov. Silnice II/294 zde pokračuje dál směrem na Vítkovice v Krkonoších. Před Vítkovicemi odbočuje silnice III/28620 směrem na Jestřabí v Krkonoších. Silnice II/294 zde pokračuje přes Vítkovice v Krkonoších až ke křižovatce se silnicí II/286, kde II/294 končí.

## Souřadnice
- Začátek silnice: 50°43′6″ s. š., 15°25′20″ v. d.
- Konec silnice: 50°41′33″ s. š., 15°31′52″ v. d.